# Quebradnotia
Quebradnotia es un género de polillas tortrícidas perteneciente a la tribu Eucosmini, de la subfamilia Olethreutinae, orden Lepidoptera. Fue descrito por Józef Razowski y Wojtusiak en 2006.

## Especies
- Quebradnotia carchigena Razowski y Wojtusiak, 2008
- Quebradnotia chasigrapha Razowski y Wojtusiak, 2006
- Quebradnotia nolckeniana (Zeller, 1877)
- Quebradnotia ouralia Razowski y Wojtusiak, 2006
- Quebradnotia quebradae Razowski y Wojtusiak, 2006